# 阿雷富鄉

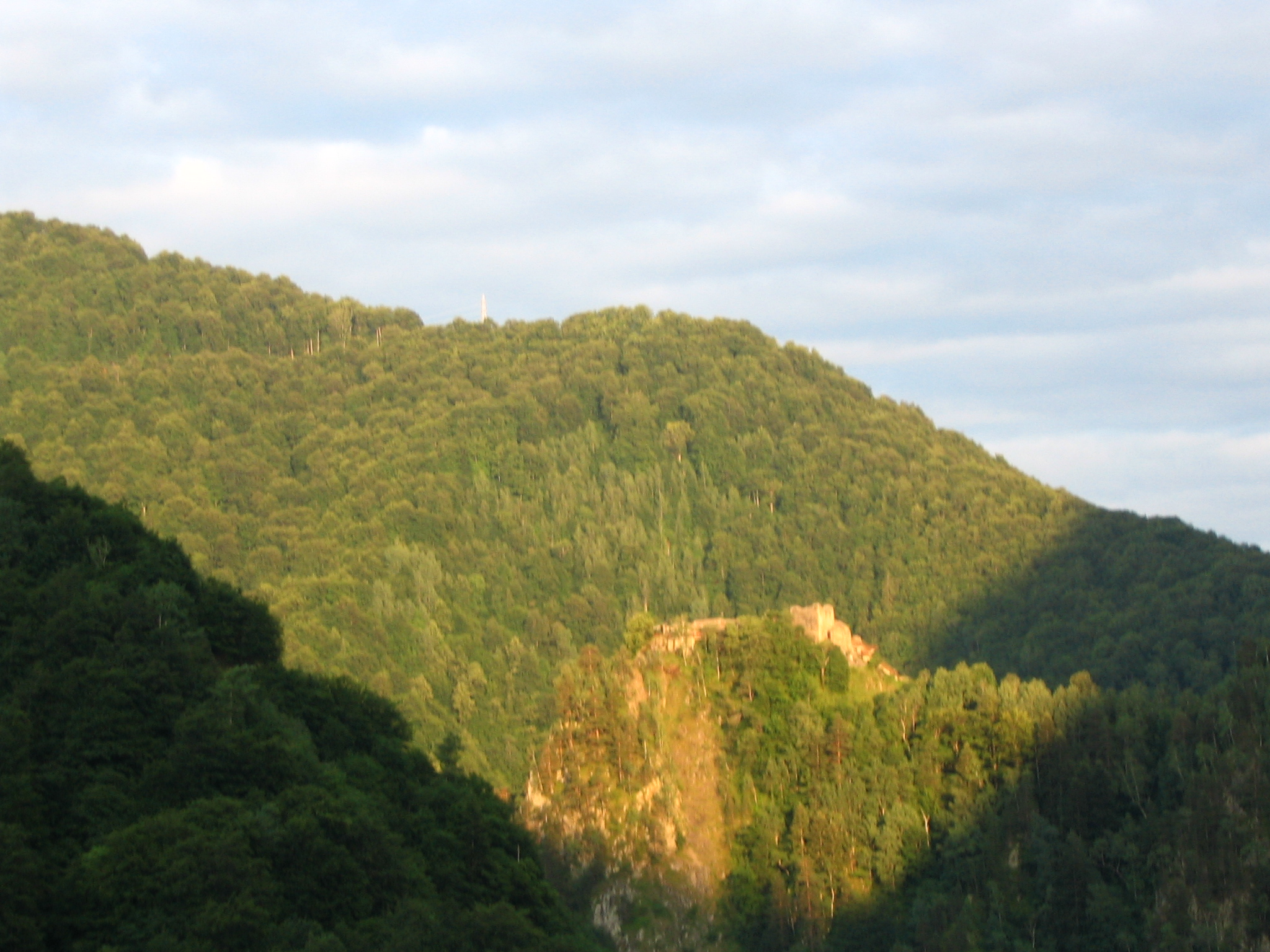

45°20′N 24°36′E / 45.333°N 24.600°E
阿雷富鄉（羅馬尼亞語：Comuna Arefu, Argeș），是羅馬尼亞的鄉份，位於該國中南部，由阿爾傑什縣負責管轄，面積420平方公里，海拔高度718米，2011年人口2,405，人口密度每平方公里6人。